# Kacey Talk
Kacey Talk è un singolo del rapper statunitense YoungBoy Never Broke Again pubblicato il 14 agosto 2020.

## Video musicale
Il video musicale è stato pubblicato sul canale ufficiale del rapper.

## Tracce
1. Kacey Talk – 2:31